# Чокори
Чокори су насељено мјесто на подручју града Бање Луке, Република Српска, БиХ. Године 2011, за насеље Чокори и дијелове сусједних насеља формирана је нова мјесна заједница Чокорска поља. До тада је ово насеље припадало МЗ Сарачица.

## Географија
Насеље Чокори је смјештено западно од центра Бање Луке и удаљено је 10 км од центра Бање Луке.

## Становништво
|             | 2013.        | 1991.        | 1981.        | 1971.        |
| Укупно      | 199 (100,0%) | 182 (100,0%) | 268 (100,0%) | 336 (100,0%) |
| Срби        | 198 (99,50%) | 181 (99,45%) | 263 (98,13%) | 335 (99,70%) |
| Југословени | 1 (0,503%)   | –            | 5 (1,866%)   | –            |
| Остали      | –            | 1 (0,549%)   | –            | –            |
| Словенци    | –            | –            | –            | 1 (0,298%)   |

| Демографија | Демографија | Демографија |
| Година      | Становника  | Становника  |
| ----------- | ----------- | ----------- |
| 1961.       | 472         |             |
| 1971.       | 336         |             |
| 1981.       | 268         |             |
| 1991.       | 182         |             |